# Réal
Réal település Franciaországban, Pyrénées-Orientales megyében. Lakosainak száma 75 fő (2022. január 1.). Réal Le Bousquet, Puyvalador, Formiguères és Sansa községekkel határos.

## Népesség
A település népessége az elmúlt években az alábbi módon változott:
| Lakosok száma | 63   | 64   | 65   | 66   | 64   | 63   | 62   | 69   | 75   |
|               | 2013 | 2015 | 2016 | 2017 | 2018 | 2019 | 2020 | 2021 | 2022 |